# Светлоозерское сельское поселение (Татарстан)
Светлоозерское се́льское поселе́ние — муниципальное образование в Заинском районе Татарстана Российской Федерации.
Административный центр — село Светлое Озеро.

## История
Статус и границы сельского поселения установлены Законом Республики Татарстан от 31 января 2005 года № 23-ЗРТ «Об установлении границ территорий и статусе муниципального образования "Заинский муниципальный район" и муниципальных образований в его составе».

## Население
| 2010 | 2011 | 2012 | 2013 | 2014 | 2015 | 2016 |
| ---- | ---- | ---- | ---- | ---- | ---- | ---- |
| 793  | →793 | ↗795 | ↘784 | ↘768 | ↘747 | ↗749 |
| 2017 | 2018 |      |      |      |      |      |
| ↘722 | ↘716 |      |      |      |      |      |

## Состав сельского поселения
| № | Населённый пункт | Тип населённого пункта       | Население |
| - | ---------------- | ---------------------------- | --------- |
| 1 | Пустынка         | деревня                      |           |
| 2 | Светлое Озеро    | село, административный центр |           |
| 3 | Утяшкино         | деревня                      |           |